# Danna García
Danna Maria García Osuna (n. 4 februarie 1978, Medellin, Columbia) este o actriță și cântăreață columbiană.
A jucat în multe telenovele, în special în Jurământul și Te voi învăța să iubești. 